# Томас, Дороти
Дороти Суэйн Томас (англ. Dorothy Swaine Thomas; 24 октября 1899, Балтимор — 1 мая 1977, Бетесда (Мэриленд)) — американский социолог и экономист.
Бакалавр (1922) Барнард-колледжа; доктор философии (1924) Лондонской школы экономики. Супруга (с 1935) известного американского социолога У. Томаса (1863—1947). Занималась исследовательской работой и преподаванием в Калифорнийском (Беркли), Йельском, Стокгольмском университетах, Школе Уортона Пенсильванского университета. Первая женщина — президент Американской социологической ассоциации (1952).

## Основные произведения
- «Дети в Америке» (The child in America, 1928, в соавторстве со своим будущим мужем У. Томасом). В этой книге была выведена классическая, так называемая теорема Томаса, которая гласит: «Если человек определяет ситуацию как реальную, она — реальна по своим последствиям».
- «Перераспределерие населения и экономический рост: Соединенные Штаты, 1870—1950» в 3-х тт. (Population Redistribution and Economic Growth: United States, 1870—1950, 1957—1964, в соавторстве с С. Кузнецом).